# Neptis manasa
Neptis manasa är en fjärilsart som beskrevs av Moore 1857. Neptis manasa ingår i släktet Neptis och familjen praktfjärilar. Inga underarter finns listade i Catalogue of Life.